# Chi Lăng (huyện)
Chi Lăng là một huyện nằm ở phía nam tỉnh Lạng Sơn, Việt Nam.

## Địa lý

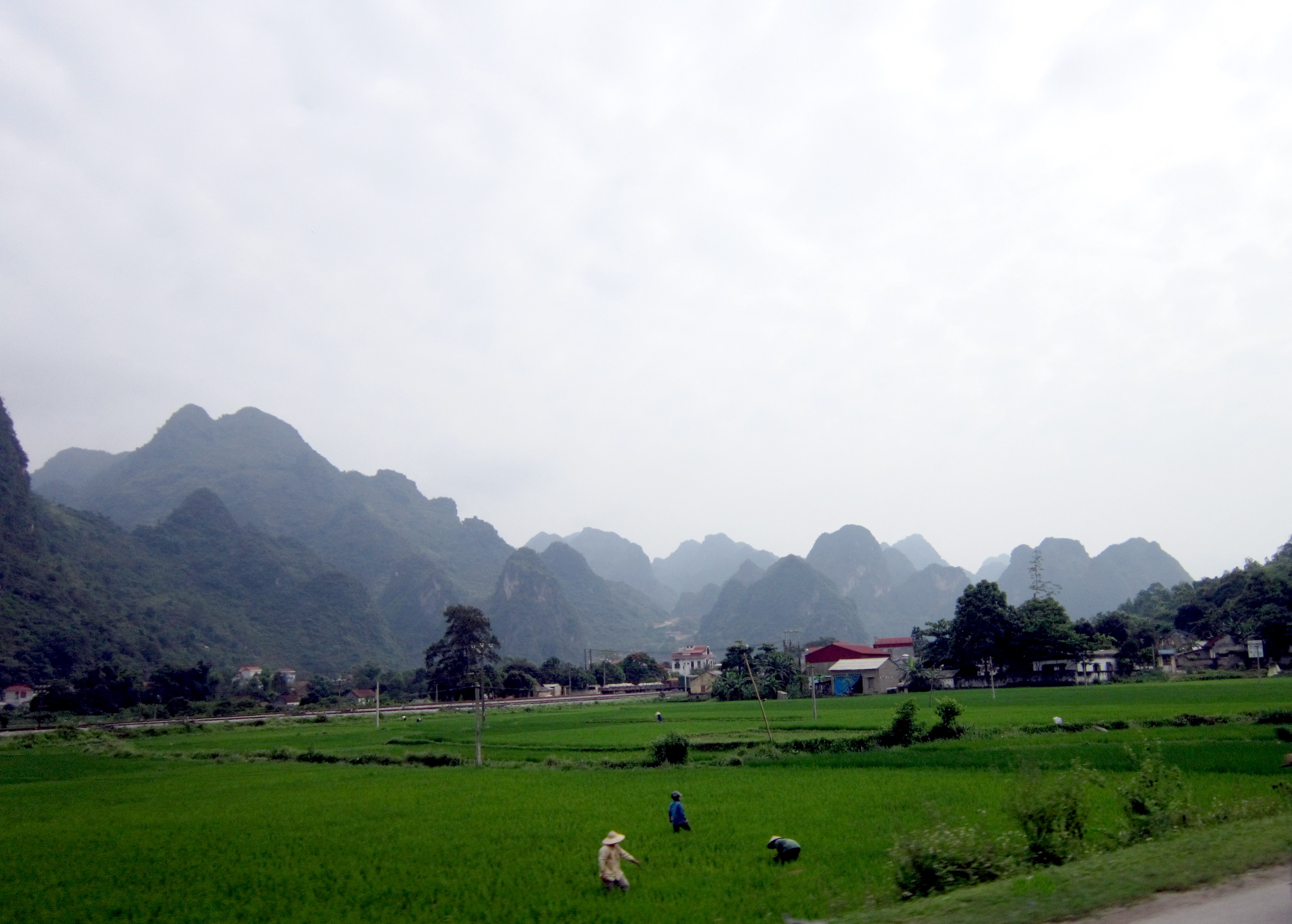
Cánh đồng lúa tại ải Chi Lăng

Huyện Chi Lăng nằm ở phía nam của tỉnh Lạng Sơn, cách trung tâm thủ đô Hà Nội 106 km, cách thành phố Lạng Sơn 35 km, có vị trí địa lý:
- Phía đông giáp huyện Lộc Bình
- Phía tây giáp huyện Hữu Lũng
- Phía nam giáp huyện Lục Ngạn, tỉnh Bắc Giang
- Phía bắc giáp huyện Cao Lộc, huyện Văn Quan và thành phố Lạng Sơn.

Huyện Chi Lăng có diện tích 707,45 km², dân số năm 2019 là 75.063 người. Huyện lỵ là thị trấn Đồng Mỏ nằm trên Quốc lộ 1.
Chi Lăng là một huyện miền núi, có ải Chi Lăng nổi tiếng. Địa hình Chi Lăng bị chia cắt bởi nhiều đồi núi, sông suối, địa hình dốc dần từ đông bắc xuống tây nam, độ dốc khá lớn, đặc biệt là các xã nằm ven khối núi Hữu Kiên. Nơi cao nhất nằm ở phía đông huyện cũng là ranh giới giữa huyện Lộc Bình, tỉnh Lạng Sơn và huyện Lục Ngạn, tỉnh Bắc Giang với đỉnh núi cao nhất là 975 m, nơi thấp nhất nằm ở phía nam huyện với độ cao là 35m ở thị trấn Chi Lăng.
Huyện Chi Lăng có con sông chính là thượng nguồn Sông Thương. Sông Thương bắt nguồn từ vùng núi cao Na Phja Phước cao 600 m, thuộc xã Bắc Thủy địa đầu phía đông bắc huyện Chi Lăng.  Sông chảy theo hướng đông bắc - tây nam, xuống huyện Hữu Lũng để hợp lưu với sông Trung. (Có tài liệu coi sông Trung là nhánh chính của sông Thương, bắt nguồn từ vùng núi cao phía đông nam huyện Võ Nhai tỉnh Thái Nguyên chảy vào huyện Hữu Lũng hợp lưu với nhánh sông chảy từ huyện Chi Lăng).
Chi Lăng nằm ở vị trí chuyển tiếp giữa tiểu vùng khí hậu ẩm và mưa nhiều ở phía tây, tiểu vùng lạnh và mưa ít ở phía đông, chịu ảnh hưởng của khí hậu vùng núi phía bắc. Nhiệt độ trung bình năm 22,7 °C lượng mưa trung bình năm 1.379mm.
Năm 2019, dân số trung bình của Chi Lăng là 75.063 người, chiếm 9,6% dân số cả tỉnh, mật độ dân số trung bình là 106 người/km², cao hơn mức trung bình của tỉnh, với nhiều dân tộc khác nhau sinh sống. Gần 74% dân số sống ở nông thôn và sản xuất nông nghiệp, dân số thành thị khoảng 26%.

## Hành chính
Huyện Chi Lăng có 20 đơn vị hành chính cấp xã trực thuộc, bao gồm 2 thị trấn: Đồng Mỏ (huyện lỵ), Chi Lăng và 18 xã: Bắc Thủy, Bằng Hữu, Bằng Mạc, Chi Lăng, Chiến Thắng, Gia Lộc, Hòa Bình, Hữu Kiên, Lâm Sơn, Liên Sơn, Mai Sao, Nhân Lý, Quan Sơn, Thượng Cường, Vân An, Vạn Linh, Vân Thủy, Y Tịch.

## Lịch sử
Huyện Chi Lăng được thành lập ngày 16 tháng 12 năm 1964 trên cơ sở hợp nhất huyện Ôn Châu và 8 xã: Vạn Linh, Y Tịch, Bằng Mạc, Bằng Hữu, Hòa Bình, Thượng Cường, Gia Lộc, Hữu Liên thuộc huyện Bằng Mạc.
Sau khi thành lập, huyện Chi Lăng bao gồm thị trấn Đồng Mỏ và 21 xã: Bắc Thủy, Bằng Hữu, Bằng Mạc, Chi Lăng, Chiến Thắng, Gia Lộc, Hòa Bình, Hữu Kiên, Hữu Lân, Hữu Liên, Lâm Sơn, Liên Sơn, Mai Sao, Nhân Lý, Quan Sơn, Quang Lang, Thượng Cường, Vân An, Vạn Linh, Vân Thủy, Y Tịch.
Năm 1975, hợp nhất 2 tỉnh Cao Bằng và Lạng Sơn thành tỉnh Cao Lạng, huyện Chi Lăng thuộc tỉnh Cao Lạng và đến năm 1978, lại tách ra thành 2 tỉnh như cũ.
Ngày 28 tháng 3 năm 1983, thành lập thị trấn Chi Lăng trên cơ sở một phần diện tích và dân số của xã Hòa Lạc, huyện Hữu Lũng và xã Chi Lăng.
Ngày 11 tháng 9 năm 1989, chuyển xã Hữu Liên về huyện Hữu Lũng quản lý và chuyển xã Hữu Lân về huyện Lộc Bình quản lý.
Ngày 1 tháng 1 năm 2020, sáp nhập xã Quang Lang vào thị trấn Đồng Mỏ. Từ đó, huyện Chi Lăng có 2 thị trấn và 18 xã, giữ ổn định cho đến nay.

## Giao thông
Có Quốc lộ 1, quốc lộ 279, đường sắt Hà Nội - Đồng Đăng, đường cao tốc Bắc Giang – Lạng Sơn chạy qua.